# Julien Hasler
Julien Hasler (* 22. September 1989) ist ein liechtensteinischer Fussballspieler.

## Karriere

### Verein
Hasler begann seine Laufbahn beim FC Triesen. Im Sommer 2007 wechselte er zum FC Balzers, bei dem er bis 2013 unter Vertrag stand. Nach langer Verletzungspause schloss er sich im Sommer 2019 wieder dem FC Triesen an.

### Nationalmannschaft
Hasler bestritt im Oktober 2006 drei Partien für die liechtensteinische U-19-Auswahl. Am 20. Juni 2023 gab er bei der 0:1-Niederlage gegen die Slowakei im Rahmen der Qualifikation zur Europameisterschaft 2024 nach später Einwechslung sein Debüt für die A-Nationalmannschaft.

## Persönliches
Er ist der Sohn von Rainer Hasler und der Bruder von Nicolas Hasler.